# Czahary
Czahary (ukr. Чагарі) – wieś na Ukrainie w  obwodzie tarnopolskim, w rejonie czortkowskim.
Do 2020 w rejonie husiatyńskim.